# Campeonato Mundial de Handebol Feminino de 2023
O Campeonato Mundial de Handebol Feminino de 2023 foi a 26ª edição do evento organizado pela Federação Internacional de Handebol (IHF), realizado conjuntamente pela Dinamarca, Noruega e Suécia entre os dias 29 de novembro a 17 de dezembro de 2023.
É a terceira vez na história do handebol que o campeonato será organizado em conjunto, o primeiro na Suécia e também o primeiro a ser disputado em três países. A Noruega é a atual campeã, após vencer pela quarta vez na Espanha 2021.

## Candidaturas
Após a retirada da Rússia. Os seguintes países disputaram o direito de organizar o Campeonato Mundial Feminino de Handebol de 2023. A Federação Internacional de Handebol decidiu que o processo de votação ocorreria durante o Campeonato Mundial de Handebol Masculino de 2017.
- Dinamarca/ Noruega/ Suécia
- Hungria

Foi concedido aos três países nórdicos pelo Conselho da IHF na sua reunião realizada em Paris, França, em 28 de janeiro de 2017.

## Formato
O formato terá 32 seleções divididas em oito grupos de quatro times cada. Os três primeiros de cada grupo irão para a segunda fase, enquanto os times classificados em último em seus grupos da rodada preliminar jogam a Copa do Presidente. As 24 equipes classificadas na primeira fase são divididas em quatro grupos de seis equipes cada. As duas primeiras equipes de cada grupo avançam para as quartas de final, com os vencedores disputando a semifinal e final.

## Sedes
A seguir estão todos os locais e cidades-sede que serão usados.
| Herning                              | Frederikshavn                       | Stavanger                       |
| ------------------------------------ | ----------------------------------- | ------------------------------- |
| Jyske Bank Boxen Capacidade: 15,000  | Arena Nord Capacidade: 2,800        | DNB Arena Capacidade: 5,000     |
|                                      |                                     |                                 |
| Trondheim                            | Helsimburgo                         | Gothenburg                      |
| Trondheim Spektrum Capacidade: 8,800 | Helsingborg Arena Capacidade: 5,500 | Scandinavium Capacidade: 12,000 |
|                                      |                                     |                                 |

## Qualificação
| Competição                                    | Datas                              | Sedes                                       | Vagas | Qualificados                                                                                        |
| --------------------------------------------- | ---------------------------------- | ------------------------------------------- | ----- | --------------------------------------------------------------------------------------------------- |
| País-Sede                                     | 28 Janeiro 2017                    | França                                      | 1     | Dinamarca · Noruega · Suécia                                                                        |
| Campeonato Europeu de 2022                    | 4–20 Novembro 2022                 | Montenegro · Macedônia do Norte · Eslovênia | 3     | França · Montenegro · Países Baixos                                                                 |
| Repescagem Europeia                           | 2 Novembro 2022 – 12 Abril 2023    | -                                           | 10    | Croácia · Chéquia · Alemanha · Hungria · Polônia · Romênia · Sérvia · Eslovênia · Espanha · Ucrânia |
| Campeonato Africano Feminino de 2022          | 9–19 Novembro 2022                 | Senegal                                     | 4     | Angola · Camarões · Congo · Senegal                                                                 |
| Campeonato Sul e Centro-Americano de 2022     | 15–19 Novembro 2022                | Argentina                                   | 2     | Argentina · Brasil                                                                                  |
| Campeonato Asiático de 2022                   | 24 Novembro 2022 – 4 Dezembro 2022 | Coreia do Sul                               | 5     | China · Irã · Japão · Cazaquistão · Coreia do Sul                                                   |
| Campeonato Central Americano Feminino de 2023 | 28 Fevereiro 2023 – 4 Março 2023   | Nicarágua                                   | 2     | Chile · Paraguai                                                                                    |
| Campeonato Nor.Ca. de 2023                    | 5–11 Junho 2023                    | Gronelândia                                 | 1     | Groelândia                                                                                          |
| Wild card                                     | 3 Julho 2023                       | -                                           | 2[1]  | Áustria · Islândia                                                                                  |

↑ 1. Desde 2018 os países da Oceania (Austrália e Nova Zelândia) participam do Campeonato Asiático: se um deles terminar entre os cinco primeiros, se classifica para o Campeonato Mundial. Caso contrário, o lugar será transferido para o wild card.

### Histórico dos Classificados
| País          | Qualificado como                              | Qualificado em   | Participações anteriores1, 2 |
| ------------- | --------------------------------------------- | ---------------- | --- |
| Dinamarca     | Sede                                          | 28 Janeiro 2017  | 21 (1957, 1962, 1965, 1971, 1973, 1975, 1990, 1993, 1995, 1997, 1999, 2001, 2003, 2005, 2009, 2011, 2013, 2015, 2017, 2019, 2021)                         |
| Noruega       | Sede                                          | 28 Janeiro 2017  | 21 (1971, 1973, 1975, 1982, 1986, 1990, 1993, 1995, 1997, 1999, 2001, 2003, 2005, 2007, 2009, 2011, 2013, 2015, 2017, 2019, 2021)                         |
| Suécia        | Sede                                          | 28 Janeiro 2017  | 11 (1957, 1990, 1993, 1995, 2001, 2009, 2011, 2015, 2017, 2019, 2021)                                                                                     |
| França        | Campeonato Europeu de 2022                    | 15 Novembro 2022 | 15 (1986, 1990, 1997, 1999, 2001, 2003, 2005, 2007, 2009, 2011, 2013, 2015, 2017, 2019, 2021)                                                             |
| Montenegro    | Campeonato Europeu de 2022                    | 15 Novembro 2022 | 6 (2011, 2013, 2015, 2017, 2019, 2021) |
| Angola        | Campeonato Africano de 2022                   | 16 Novembro 2022 | 16 (1990, 1993, 1995, 1997, 1999, 2001, 2003, 2005, 2007, 2009, 2011, 2013, 2015, 2017, 2019, 2021)                                                       |
| Congo         | Campeonato Africano de 2022                   | 16 Novembro 2022 | 6 (1982, 1999, 2001, 2007, 2009, 2021) |
| Camarões      | Campeonato Africano de 2022                   | 16 Novembro 2022 | 3 (2005, 2017, 2021) |
| Senegal       | Campeonato Africano de 2022                   | 16 Novembro 2022 | 1 (2019) |
| Países Baixos | Campeonato Europeu de 2022                    | 16 Novembro 2022 | 13 (1971, 1973, 1978, 1986, 1999, 2001, 2005, 2011, 2013, 2015, 2017, 2019, 2021)                                                                         |
| Argentina     | Campeonato Sul e Centro-Americano de 2022     | 18 Novembro 2022 | 11 (1999, 2003, 2005, 2007, 2009, 2011, 2013, 2015, 2017, 2019, 2021)                                                                                     |
| Brasil        | Campeonato Sul e Centro-Americano de 2022     | 18 Novembro 2022 | 14 (1995, 1997, 1999, 2001, 2003, 2005, 2007, 2009, 2011, 2013, 2015, 2017, 2019, 2021)                                                                   |
| Irã           | Campeonato Asiático de 2022                   | 27 Novembro 2022 | 1 (2021) |
| Coreia do Sul | Campeonato Asiático de 2022                   | 28 Novembro 2022 | 19 (1978, 1982, 1986, 1990, 1993, 1995, 1997, 1999, 2001, 2003, 2005, 2007, 2009, 2011, 2013, 2015, 2017, 2019, 2021)                                     |
| Japão         | Campeonato Asiático de 2022                   | 30 Novembro 2022 | 20 (1962, 1965, 1971, 1973, 1975, 1986, 1995, 1997, 1999, 2001, 2003, 2005, 2007, 2009, 2011, 2013, 2015, 2017, 2019, 2021)                               |
| China         | Campeonato Asiático de 2022                   | 30 Novembro 2022 | 17 (1986, 1990, 1993, 1995, 1997, 1999, 2001, 2003, 2005, 2007, 2009, 2011, 2013, 2015, 2017, 2019, 2021)                                                 |
| Cazaquistão   | Campeonato Asiático de 2022                   | 03 Dezembro 2022 | 6 (2007, 2009, 2011, 2015, 2019, 2021) |
| Chile         | Campeonato Central Americano Feminino de 2023 | 03 Março 2023    | 1 (2009) |
| Paraguai      | Campeonato Central Americano Feminino de 2023 | 03 Março 2023    | 4 (2007, 2013, 2017, 2021) |
| Ucrânia       | Repescagem Europeia                           | 11 Abril 2023    | 7 (1995, 1999, 2001, 2003, 2005, 2007, 2009) |
| Chéquia       | Repescagem Europeia                           | 11 Abril 2023    | 7 (1995, 1997, 1999, 2003, 2013, 2017, 2021) |
| Alemanha      | Repescagem Europeia                           | 12 Abril 2023    | 14 (1993, 1995, 1997, 1999, 2003, 2005, 2007, 2009, 2011, 2013, 2015, 2017, 2019, 2021)                                                                   |
| Eslovênia     | Repescagem Europeia                           | 12 Abril 2023    | 7 (1997, 2001, 2003, 2005, 2017, 2019, 2021) |
| Croácia       | Repescagem Europeia                           | 12 Abril 2023    | 7 (1995, 1997, 2003, 2005, 2007, 2011, 2021) |
| Sérvia        | Repescagem Europeia                           | 12 Abril 2023    | 5 (2013, 2015, 2017, 2019, 2021) |
| Hungria       | Repescagem Europeia                           | 12 Abril 2023    | 23 (1957, 1962, 1965, 1971, 1973, 1975, 1978, 1982, 1986, 1993, 1995, 1997, 1999, 2001, 2003, 2005, 2007, 2009, 2013, 2015, 2017, 2019, 2021)             |
| Polônia       | Repescagem Europeia                           | 12 Abril 2023    | 17 (1957, 1962, 1965, 1973, 1975, 1978, 1986, 1990, 1993, 1997, 1999, 2005, 2007, 2013, 2015, 2017, 2021)                                                 |
| Espanha       | Repescagem Europeia                           | 12 Abril 2023    | 11 (1993, 2001, 2003, 2007, 2009, 2011, 2013, 2015, 2017, 2019, 2021)                                                                                     |
| Romênia       | Repescagem Europeia                           | 12 Abril 2023    | 25 (1957, 1962, 1965, 1971, 1973, 1975, 1978, 1982, 1986, 1990, 1993, 1995, 1997, 1999, 2001, 2003, 2005, 2007, 2009, 2011, 2013, 2015, 2017, 2019, 2021) |
| Groelândia    | Campeonato Nor.Ca. de 2023                    | 11 Junho 2023    | 1 (2001) |
| Áustria       | Wildcard                                      | 03 Julho 2023    | 13 (1957, 1986, 1990, 1993, 1995, 1997, 1999, 2001, 2003, 2005, 2007, 2009, 2021)                                                                         |
| Islândia      | Wildcard                                      | 03 Julho 2023    | 1 (2011) |

## Sorteio
O sorteio aconteceu no dia 06 de julho de 2023 em Gothenburg, na Suécia.

### Potes
Os potes e o formato do sorteio foram anunciados em 03 de julho de 2023.
| Pote 1 | Pote 2                                                                                            | Pote 3                                                                          | Pote 4                                                                        |
| --- | ------------------------------------------------------------------------------------------------- | ------------------------------------------------------------------------------- | ----------------------------------------------------------------------------- |
| - Noruega (Grupo C) - Dinamarca (Grupo E) - Montenegro (Grupo B) - França (Grupo D) - Suécia (Grupo A) - Países Baixos (Grupo H) - Brasil - Alemanha (Grupo F) | - Eslovênia - Espanha (Grupo G) - Croácia - Coreia do Sul - Hungria - Romênia - Polônia - Chéquia | - Sérvia - Japão - Ucrânia - Groelândia - Argentina - Angola - China - Camarões | - Congo - Senegal - Paraguai - Irã - Cazaquistão - Chile - Áustria - Islândia |

## Árbitros
Os pares de árbitros foram selecionados em 27 de outubro de 2023.
| Árbitros             | Árbitros                         |
| -------------------- | -------------------------------- |
| Argélia              | Yousef Belkhiri Sid Ali Hamidi   |
| Argentina            | María Paolantoni Mariana García  |
| Áustria              | Denis Bolic Christoph Hurich     |
| Bósnia e Herzegovina | Amar Konjičanin Dino Konjičanin  |
| Brasil               | Bruna Correa Renata Correa       |
| Bulgária             | Georgi Dynchinov Yulian Goretsov |
| China                | Cheng Yufeng Zhou Yunle          |
| Dinamarca            | Mads Hansen Jesper Madsen        |
| Egito                | Yasmina El-Saied Heidy El-Saied  |
| França               | Yann Carmaux Julien Mursch       |
| Alemanha             | Maike Merz Tanja Kuttler         |
| Hungria              | Kristóf Altmár Márton Horváth    |

| Árbitros      | Árbitros                          |
| ------------- | --------------------------------- |
| Kuwait        | Dalal Al-Naseem Maali Al-Enezi    |
| Moldávia      | Alexei Covalciuc Igor Covalciuc   |
| Montenegro    | Jelena Vujačić Anđelina Kažanegra |
| Noruega       | Eskil Braseth Leif Sundet         |
| Roménia       | Cristina Lovin Simona Stancu      |
| Eslovênia     | Bojan Lah David Sok               |
| Sérvia        | Marko Sekulić Vladimir Jovandić   |
| Eslováquia    | Andrej Budzák Michal Záhradník    |
| Coreia do Sul | Koo Bo-ok Lee Se-ok               |
| Espanha       | Javier Álvarez Ion Bustamante     |
| Uruguai       | Mathias Sosa Cristian Lemes       |

## Fase preliminar
Todos as partidas estão no fuso oficial de Brasilia.
|  | Qualificadas para a Fase Principal      |
|  | Disputam os jogos da Copa do Presidente |

Critérios de desempate: 1) pontos; 2) confronto direto; 3) diferença de gols no confronto direto; 4) número de gols feitos no confronto direto; 5) diferença de gols.

### Grupo A
| Pos | Equipe  | Pts | J | V | E | D | GP | GC | SG  |
| --- | ------- | --- | - | - | - | - | -- | -- | --- |
| 1   | Suécia  | 6   | 3 | 3 | 0 | 0 | 84 | 59 | +25 |
| 2   | Croácia | 3   | 3 | 1 | 1 | 1 | 78 | 57 | +21 |
| 3   | Senegal | 3   | 3 | 1 | 1 | 1 | 62 | 63 | −1  |
| 4   | China   | 0   | 3 | 0 | 0 | 3 | 52 | 97 | −45 |

Desempate: Croácia 22-22 Senegal
| 01 Dezembro 2023 14:00 | Croácia   | 22–22     | Senegal      | Scandinavium, Gothenburg Público: 4,004 Árbitros: Hansen, Madsen |
| 01 Dezembro 2023 14:00 | Barišić 8 | (9–11)    | D. Camara 10 | Scandinavium, Gothenburg Público: 4,004 Árbitros: Hansen, Madsen |
| 01 Dezembro 2023 14:00 | 2× 1×     | Relatório | 1×           | Scandinavium, Gothenburg Público: 4,004 Árbitros: Hansen, Madsen |

| 01 Dezembro 2023 16:30 | Suécia    | 36–24     | China    | Scandinavium, Gothenburg Público: 8,407 Árbitros: Budzák, Záhradník |
| 01 Dezembro 2023 16:30 | Koppang 6 | (22–8)    | Yuting 6 | Scandinavium, Gothenburg Público: 8,407 Árbitros: Budzák, Záhradník |
| 01 Dezembro 2023 16:30 | 1×        | Relatório |          | Scandinavium, Gothenburg Público: 8,407 Árbitros: Budzák, Záhradník |

| 03 Dezembro 2023 11:30 | Croácia                                         | 39–13     | China | Scandinavium, Gothenburg Público: 3,061 Árbitros: B. Correa, R. Correa |
| 03 Dezembro 2023 11:30 | Milosavljević, Burić, Brkić, Šimara, Blažević 5 | (19–7)    | Li 4  | Scandinavium, Gothenburg Público: 3,061 Árbitros: B. Correa, R. Correa |
| 03 Dezembro 2023 11:30 | 2× 1×                                           | Relatório | 2×    | Scandinavium, Gothenburg Público: 3,061 Árbitros: B. Correa, R. Correa |

| 03 Dezembro 2023 14:00 | Senegal | 18–26     | Suécia    | Scandinavium, Gothenburg Público: 7,098 Árbitros: Lovin, Stancu |
| 03 Dezembro 2023 14:00 | Sagna 8 | (12–14)   | Roberts 6 | Scandinavium, Gothenburg Público: 7,098 Árbitros: Lovin, Stancu |
| 03 Dezembro 2023 14:00 | 2× 1×   | Relatório | 2×        | Scandinavium, Gothenburg Público: 7,098 Árbitros: Lovin, Stancu |

| 05 Dezembro 2023 14:00 | China | 15–22     | Senegal | Scandinavium, Gothenburg Público: 3,714 Árbitros: Dynchinov, Goretsov |
| 05 Dezembro 2023 14:00 | Jin 4 | (9–9)     | Sagna 8 | Scandinavium, Gothenburg Público: 3,714 Árbitros: Dynchinov, Goretsov |
| 05 Dezembro 2023 14:00 | 2× 1× | Relatório |         | Scandinavium, Gothenburg Público: 3,714 Árbitros: Dynchinov, Goretsov |

| 05 Dezembro 2023 16:30 | Suécia    | 22–17     | Croácia  | Scandinavium, Gothenburg Público: 8,538 Árbitros: Kuttler, Merz |
| 05 Dezembro 2023 16:30 | Carlson 6 | (9–7)     | Šimara 5 | Scandinavium, Gothenburg Público: 8,538 Árbitros: Kuttler, Merz |
| 05 Dezembro 2023 16:30 | 3× 1×     | Relatório | 4×       | Scandinavium, Gothenburg Público: 8,538 Árbitros: Kuttler, Merz |

### Grupo B
| Pos | Equipe     | Pts | J | V | E | D | GP | GC  | SG  |
| --- | ---------- | --- | - | - | - | - | -- | --- | --- |
| 1   | Montenegro | 6   | 3 | 3 | 0 | 0 | 90 | 55  | +35 |
| 2   | Hungria    | 4   | 3 | 2 | 0 | 1 | 92 | 56  | +36 |
| 3   | Camarões   | 2   | 3 | 1 | 0 | 2 | 57 | 87  | −30 |
| 4   | Paraguai   | 0   | 3 | 0 | 0 | 3 | 61 | 102 | −41 |

| 30 Novembro 2023 14:00 | Montenegro  | 25–11     | Camarões | Helsingborg Arena, Helsimburgo Público: 731 Árbitros: Merz, Kuttler |
| 30 Novembro 2023 14:00 | Pavićević 5 | (13–2)    | Ateba 5  | Helsingborg Arena, Helsimburgo Público: 731 Árbitros: Merz, Kuttler |
| 30 Novembro 2023 14:00 | 3×          | Relatório | 2× 1×    | Helsingborg Arena, Helsimburgo Público: 731 Árbitros: Merz, Kuttler |

| 30 Novembro 2023 16:30 | Hungria            | 35–12     | Paraguai          | Helsingborg Arena, Helsimburgo Público: 398 Árbitros: B. Correa, R. Correa |
| 30 Novembro 2023 16:30 | Klujber, Schatzl 5 | (15–6)    | Acuña, Portillo 4 | Helsingborg Arena, Helsimburgo Público: 398 Árbitros: B. Correa, R. Correa |
| 30 Novembro 2023 16:30 | 1×                 | Relatório | 1× 2×             | Helsingborg Arena, Helsimburgo Público: 398 Árbitros: B. Correa, R. Correa |

| 02 Dezembro 2023 14:00 | Paraguai | 26–41     | Montenegro  | Helsingborg Arena, Helsimburgo Público: 964 Árbitros: Dynchinov, Goretsov |
| 02 Dezembro 2023 14:00 | Acuña 5  | (15–17)   | Pavićević 9 | Helsingborg Arena, Helsimburgo Público: 964 Árbitros: Dynchinov, Goretsov |
| 02 Dezembro 2023 14:00 | 1×       | Relatório | 1×          | Helsingborg Arena, Helsimburgo Público: 964 Árbitros: Dynchinov, Goretsov |

| 02 Dezembro 2023 16:30 | Hungria   | 39–20     | Camarões | Helsingborg Arena, Helsimburgo Público: 589 Árbitros: Budzák, Záhradník |
| 02 Dezembro 2023 16:30 | Klujber 7 | (18–8)    | Nnomo 6  | Helsingborg Arena, Helsimburgo Público: 589 Árbitros: Budzák, Záhradník |
| 02 Dezembro 2023 16:30 | 2×        | Relatório | 3×       | Helsingborg Arena, Helsimburgo Público: 589 Árbitros: Budzák, Záhradník |

| 04 Dezembro 2023 14:00 | Camarões        | 26–23     | Paraguai  | Helsingborg Arena, Helsimburgo Público: 689 Árbitros: Lovin, Stancu |
| 04 Dezembro 2023 14:00 | Ebanga Baboga 9 | (12–12)   | Insfrán 7 | Helsingborg Arena, Helsimburgo Público: 689 Árbitros: Lovin, Stancu |
| 04 Dezembro 2023 14:00 | 7×              | Relatório | 2×        | Helsingborg Arena, Helsimburgo Público: 689 Árbitros: Lovin, Stancu |

| 04 Dezembro 2023 16:30 | Montenegro | 24–18     | Hungria                     | Helsingborg Arena, Helsimburgo Público: 1,056 Árbitros: Hansen, Madsen |
| 04 Dezembro 2023 16:30 | Mugoša 8   | Relatório | Papp, Vámos, Győri-Lukács 3 | Helsingborg Arena, Helsimburgo Público: 1,056 Árbitros: Hansen, Madsen |
| 04 Dezembro 2023 16:30 | 4× 1×      |           | 4× 1×                       | Helsingborg Arena, Helsimburgo Público: 1,056 Árbitros: Hansen, Madsen |

### Grupo C
| Pos | Equipe        | Pts | J | V | E | D | GP  | GC  | SG  |
| --- | ------------- | --- | - | - | - | - | --- | --- | --- |
| 1   | Noruega       | 6   | 3 | 3 | 0 | 0 | 121 | 62  | +59 |
| 2   | Áustria       | 4   | 3 | 2 | 0 | 1 | 101 | 97  | +4  |
| 3   | Coreia do Sul | 2   | 3 | 1 | 0 | 2 | 79  | 79  | 0   |
| 4   | Groelândia    | 0   | 3 | 0 | 0 | 3 | 50  | 113 | −63 |

| 29 Novembro 2023 14:00 | Coreia do Sul | 29–30     | Áustria     | DNB Arena, Stavanger Público: 2,104 Árbitros: Jovandić, Sekulić |
| 29 Novembro 2023 14:00 | Woo 11        | (12–16)   | K. Pandza 8 | DNB Arena, Stavanger Público: 2,104 Árbitros: Jovandić, Sekulić |
| 29 Novembro 2023 14:00 | 5× 1×         | Relatório | 3×          | DNB Arena, Stavanger Público: 2,104 Árbitros: Jovandić, Sekulić |

| 29 Novembro 2023 16:30 | Noruega  | 43–11     | Groelândia | DNB Arena, Stavanger Público: 3,345 Árbitros: García, Paolantoni |
| 29 Novembro 2023 16:30 | Herrem 7 | (19–7)    | Bjerge 4   | DNB Arena, Stavanger Público: 3,345 Árbitros: García, Paolantoni |
| 29 Novembro 2023 16:30 | 1×       | Relatório | 2×         | DNB Arena, Stavanger Público: 3,345 Árbitros: García, Paolantoni |

| 01 Dezembro 2023 14:00 | Coreia do Sul | 27–16     | Groelândia | DNB Arena, Stavanger Público: 2,141 Árbitros: H. El-Saied, Y. El-Saied |
| 01 Dezembro 2023 14:00 | Gim, Woo 4    | (15–6)    | Rothberg 4 | DNB Arena, Stavanger Público: 2,141 Árbitros: H. El-Saied, Y. El-Saied |
| 01 Dezembro 2023 14:00 | 2× 1×         | Relatório | 3×         | DNB Arena, Stavanger Público: 2,141 Árbitros: H. El-Saied, Y. El-Saied |

| 01 Dezembro 2023 16:30 | Áustria      | 28–45     | Noruega    | DNB Arena, Stavanger Público: 3,451 Árbitros: Álvarez, Bustamante |
| 01 Dezembro 2023 16:30 | I. Ivančok 6 | (12–21)   | Reistad 10 | DNB Arena, Stavanger Público: 3,451 Árbitros: Álvarez, Bustamante |
| 01 Dezembro 2023 16:30 | 1×           | Relatório | 5× 1×      | DNB Arena, Stavanger Público: 3,451 Árbitros: Álvarez, Bustamante |

| 03 Dezembro 2023 14:00 | Groelândia       | 23–43     | Áustria     | DNB Arena, Stavanger Público: 1,850 Árbitros: A. Konjičanin, D. Konjičanin |
| 03 Dezembro 2023 14:00 | Bjerge, Hansen 5 | (13–20)   | K. Pandza 8 | DNB Arena, Stavanger Público: 1,850 Árbitros: A. Konjičanin, D. Konjičanin |
| 03 Dezembro 2023 14:00 | 3×               | Relatório | 3×          | DNB Arena, Stavanger Público: 1,850 Árbitros: A. Konjičanin, D. Konjičanin |

| 03 Dezembro 2023 16:30 | Noruega  | 33–23     | Coreia do Sul | DNB Arena, Stavanger Público: 3,456 Árbitros: Lemes, Sosa |
| 03 Dezembro 2023 16:30 | Herrem 7 | (20–11)   | Shin 6        | DNB Arena, Stavanger Público: 3,456 Árbitros: Lemes, Sosa |
| 03 Dezembro 2023 16:30 | 2×       | Relatório | 2× 1×         | DNB Arena, Stavanger Público: 3,456 Árbitros: Lemes, Sosa |

### Grupo D
| Pos | Equipe    | Pts | J | V | E | D | GP | GC | SG  |
| --- | --------- | --- | - | - | - | - | -- | -- | --- |
| 1   | França    | 6   | 3 | 3 | 0 | 0 | 92 | 78 | +14 |
| 2   | Eslovênia | 4   | 3 | 2 | 0 | 1 | 87 | 79 | +8  |
| 3   | Angola    | 1   | 3 | 0 | 1 | 2 | 79 | 86 | −7  |
| 4   | Islândia  | 1   | 3 | 0 | 1 | 2 | 72 | 87 | −15 |

Desempate: Angola 26-26 Islândia
| 30 Novembro 2023 14:00 | Eslovênia | 30–24     | Islândia                                     | DNB Arena, Stavanger Público: 750 Árbitros: Sosa, Lemes |
| 30 Novembro 2023 14:00 | Ljepoja 8 | (16–13)   | Albertsdóttir, Erlingsdóttir, Sturludóttir 5 | DNB Arena, Stavanger Público: 750 Árbitros: Sosa, Lemes |
| 30 Novembro 2023 14:00 | 4×        | Relatório | 4×                                           | DNB Arena, Stavanger Público: 750 Árbitros: Sosa, Lemes |

| 30 Novembro 16:30 | França                | 30–29     | Angola   | DNB Arena, Stavanger Público: 1,830 Árbitros: A. Konjičanin, D. Konjičanin |
| 30 Novembro 16:30 | Toublanc, Valentini 6 | (18–15)   | Guialo 6 | DNB Arena, Stavanger Público: 1,830 Árbitros: A. Konjičanin, D. Konjičanin |
| 30 Novembro 16:30 | 3×                    | Relatório | 5×       | DNB Arena, Stavanger Público: 1,830 Árbitros: A. Konjičanin, D. Konjičanin |

| 02 Dezembro 2023 11:30 | Eslovênia | 30–24     | Angola   | DNB Arena, Stavanger Público: 816 Árbitros: García, Paolantoni |
| 02 Dezembro 2023 11:30 | Varagić 5 | (14–11)   | Guialo 6 | DNB Arena, Stavanger Público: 816 Árbitros: García, Paolantoni |
| 02 Dezembro 2023 11:30 | 4× 2×     | Relatório | 5×       | DNB Arena, Stavanger Público: 816 Árbitros: García, Paolantoni |

| 02 Dezembro 2023 14:00 | Islândia        | 22–31     | França           | DNB Arena, Stavanger Público: 2,414 Árbitros: Jovandić, Sekulić |
| 02 Dezembro 2023 14:00 | Erlingsdóttir 7 | (10–20)   | Bouktit, Kanor 5 | DNB Arena, Stavanger Público: 2,414 Árbitros: Jovandić, Sekulić |
| 02 Dezembro 2023 14:00 | 2× 1×           | Relatório | 3×               | DNB Arena, Stavanger Público: 2,414 Árbitros: Jovandić, Sekulić |

| 04 Dezembro 2023 14:00 | Angola    | 26–26     | Islândia        | DNB Arena, Stavanger Público: 854 Árbitros: H. El-Saied, Y. El-Saied |
| 04 Dezembro 2023 14:00 | Gabriel 6 | (15–14)   | Erlingsdóttir 6 | DNB Arena, Stavanger Público: 854 Árbitros: H. El-Saied, Y. El-Saied |
| 04 Dezembro 2023 14:00 | 3×        | Relatório | 2× 1×           | DNB Arena, Stavanger Público: 854 Árbitros: H. El-Saied, Y. El-Saied |

| 04 Dezembro 2023 15:00 | França      | 31–27     | Eslovênia | DNB Arena, Stavanger Público: 883 Árbitros: Álvarez, Bustamante |
| 04 Dezembro 2023 15:00 | Grandveau 6 | (17–15)   | Stanko 7  | DNB Arena, Stavanger Público: 883 Árbitros: Álvarez, Bustamante |
| 04 Dezembro 2023 15:00 | 1×          | Relatório | 5× 1×     | DNB Arena, Stavanger Público: 883 Árbitros: Álvarez, Bustamante |

### Grupo E
| Pos | Equipe    | Pts | J | V | E | D | GP  | GC  | SG  |
| --- | --------- | --- | - | - | - | - | --- | --- | --- |
| 1   | Dinamarca | 6   | 3 | 3 | 0 | 0 | 110 | 55  | +55 |
| 2   | Romênia   | 4   | 3 | 2 | 0 | 1 | 104 | 86  | +18 |
| 3   | Sérvia    | 2   | 3 | 1 | 0 | 2 | 79  | 78  | +1  |
| 4   | Chile     | 0   | 3 | 0 | 0 | 3 | 46  | 120 | −74 |

| 01 Dezembro 2023 14:00 | Romênia    | 44–19     | Chile         | Jyske Bank Boxen, Herning Público: 9,582 Árbitros: Cheng, Zhou |
| 01 Dezembro 2023 14:00 | Buceschi 6 | (25–6)    | Parra, Paul 4 | Jyske Bank Boxen, Herning Público: 9,582 Árbitros: Cheng, Zhou |
| 01 Dezembro 2023 14:00 | 3×         | Relatório | 1×            | Jyske Bank Boxen, Herning Público: 9,582 Árbitros: Cheng, Zhou |

| 01 Dezembro 2023 16:30 | Dinamarca          | 25–21     | Sérvia                               | Jyske Bank Boxen, Herning Público: 12,389 Árbitros: A. Covalciuc, I. Covalciuc |
| 01 Dezembro 2023 16:30 | Friis, Jørgensen 5 | (10–12)   | Radosavljević, Laništanin, Jovović 5 | Jyske Bank Boxen, Herning Público: 12,389 Árbitros: A. Covalciuc, I. Covalciuc |
| 01 Dezembro 2023 16:30 | 1×                 | Relatório | 7× 1×                                | Jyske Bank Boxen, Herning Público: 12,389 Árbitros: A. Covalciuc, I. Covalciuc |

| 03 Dezembro 2023 14:00 | Romênia    | 37–28     | Sérvia                | Jyske Bank Boxen, Herning Público: 5,907 Árbitros: Koo, Lee |
| 03 Dezembro 2023 14:00 | Buceschi 8 | (19–13)   | Jovović, Laništanin 5 | Jyske Bank Boxen, Herning Público: 5,907 Árbitros: Koo, Lee |
| 03 Dezembro 2023 14:00 | 2×         | Relatório | 2× 3×                 | Jyske Bank Boxen, Herning Público: 5,907 Árbitros: Koo, Lee |

| 03 Dezembro 2023 16:30 | Chile          | 11–46     | Dinamarca   | Jyske Bank Boxen, Herning Público: 7,622 Árbitros: Kažanegra, Vujačić |
| 03 Dezembro 2023 16:30 | Lovera, Paul 3 | (5–20)    | Scaglione 7 | Jyske Bank Boxen, Herning Público: 7,622 Árbitros: Kažanegra, Vujačić |
| 03 Dezembro 2023 16:30 | 1×             | Relatório | 4×          | Jyske Bank Boxen, Herning Público: 7,622 Árbitros: Kažanegra, Vujačić |

| 05 Dezembro 2023 14:00 | Sérvia     | 30–16     | Chile     | Jyske Bank Boxen, Herning Público: 7,438 Árbitros: Al-Enezi, Al-Naseem |
| 05 Dezembro 2023 14:00 | Stamenić 7 | (10–6)    | Álvarez 4 | Jyske Bank Boxen, Herning Público: 7,438 Árbitros: Al-Enezi, Al-Naseem |
| 05 Dezembro 2023 14:00 | 3× 1×      | Relatório | 2×        | Jyske Bank Boxen, Herning Público: 7,438 Árbitros: Al-Enezi, Al-Naseem |

| 05 Dezembro 2023 16:30 | Dinamarca    | 39–23     | Romênia      | Jyske Bank Boxen, Herning Público: 10,788 Árbitros: Lah, Sok |
| 05 Dezembro 2023 16:30 | Jørgensen 10 | (21–10)   | Lixăndroiu 5 | Jyske Bank Boxen, Herning Público: 10,788 Árbitros: Lah, Sok |
| 05 Dezembro 2023 16:30 | 3× 1×        | Relatório | 3× 1×        | Jyske Bank Boxen, Herning Público: 10,788 Árbitros: Lah, Sok |

### Grupo F
| Pos | Equipe   | Pts | J | V | E | D | GP  | GC  | SG  |
| --- | -------- | --- | - | - | - | - | --- | --- | --- |
| 1   | Alemanha | 6   | 3 | 3 | 0 | 0 | 109 | 69  | +40 |
| 2   | Polônia  | 4   | 3 | 2 | 0 | 1 | 84  | 78  | +6  |
| 3   | Japão    | 2   | 3 | 1 | 0 | 2 | 102 | 73  | +29 |
| 4   | Irã      | 0   | 3 | 0 | 0 | 3 | 47  | 122 | −75 |

| 30 Novembro 2023 14:00 | Alemanha    | 31–30     | Japão     | Jyske Bank Boxen, Herning Público: 1,237 Árbitros: Carmaux, Mursch |
| 30 Novembro 2023 14:00 | Grijseels 7 | (18–17)   | Aizawa 10 | Jyske Bank Boxen, Herning Público: 1,237 Árbitros: Carmaux, Mursch |
| 30 Novembro 2023 14:00 | 4× 2×       | Relatório | 2×        | Jyske Bank Boxen, Herning Público: 1,237 Árbitros: Carmaux, Mursch |

| 30 Novembro 2023 16:30 | Polônia         | 35–15     | Irã      | Jyske Bank Boxen, Herning Público: 1,405 Árbitros: Altmár, Horváth |
| 30 Novembro 2023 16:30 | Balsam, Nocuń 6 | (18–8)    | Merikh 6 | Jyske Bank Boxen, Herning Público: 1,405 Árbitros: Altmár, Horváth |
| 30 Novembro 2023 16:30 | 3× 1×           | Relatório | 2× 1×    | Jyske Bank Boxen, Herning Público: 1,405 Árbitros: Altmár, Horváth |

| 02 Dezembro 2023 14:00 | Irã      | 22–45     | Alemanha        | Jyske Bank Boxen, Herning Público: 1,332 Árbitros: Mitrović, Vešović |
| 02 Dezembro 2023 14:00 | Merikh 8 | (12–25)   | Stockschläder 8 | Jyske Bank Boxen, Herning Público: 1,332 Árbitros: Mitrović, Vešović |
| 02 Dezembro 2023 14:00 | 4×       | Relatório | 4× 1×           | Jyske Bank Boxen, Herning Público: 1,332 Árbitros: Mitrović, Vešović |

| 02 Dezembro 2023 16:30 | Polônia       | 32–30     | Japão    | Jyske Bank Boxen, Herning Público: 1,490 Árbitros: Lah, Sok |
| 02 Dezembro 2023 16:30 | Kobylińska 11 | (15–15)   | Sasaki 6 | Jyske Bank Boxen, Herning Público: 1,490 Árbitros: Lah, Sok |
| 02 Dezembro 2023 16:30 | 5×            | Relatório | 2× 1×    | Jyske Bank Boxen, Herning Público: 1,490 Árbitros: Lah, Sok |

| 04 Dezembro 2023 14:00 | Japão                        | 42–10     | Irã                | Jyske Bank Boxen, Herning Público: 636 Árbitros: Bolic, Hurich |
| 04 Dezembro 2023 14:00 | Okada, Fujiwara, Hokaguchi 5 | (20–3)    | Koudzarifarahani 3 | Jyske Bank Boxen, Herning Público: 636 Árbitros: Bolic, Hurich |
| 04 Dezembro 2023 14:00 | 4×                           | Relatório | 3×                 | Jyske Bank Boxen, Herning Público: 636 Árbitros: Bolic, Hurich |

| 04 Dezembro 2023 16:30 | Alemanha    | 33–17     | Polônia      | Jyske Bank Boxen, Herning Público: 1,021 Árbitros: A. Covalciuc, I. Covalciuc |
| 04 Dezembro 2023 16:30 | Grijseels 7 | (19–10)   | Kobylińska 3 | Jyske Bank Boxen, Herning Público: 1,021 Árbitros: A. Covalciuc, I. Covalciuc |
| 04 Dezembro 2023 16:30 | 5×          | Relatório | 4×           | Jyske Bank Boxen, Herning Público: 1,021 Árbitros: A. Covalciuc, I. Covalciuc |

### Grupo G
| Pos | Equipe      | Pts | J | V | E | D | GP  | GC  | SG  |
| --- | ----------- | --- | - | - | - | - | --- | --- | --- |
| 1   | Espanha     | 6   | 3 | 3 | 0 | 0 | 93  | 62  | +31 |
| 2   | Brasil      | 4   | 3 | 2 | 0 | 1 | 106 | 62  | +44 |
| 3   | Ucrânia     | 2   | 3 | 1 | 0 | 2 | 77  | 91  | −14 |
| 4   | Cazaquistão | 0   | 3 | 0 | 0 | 3 | 56  | 117 | −61 |

| 29 Novembro 2023 14:00 | Brasil            | 35–20     | Ucrânia            | Arena Nord, Frederikshavn Público: 500 Árbitros: Lee, Koo |
| 29 Novembro 2023 14:00 | Costa, De Paula 7 | (17–10)   | Poliak, Smbatian 4 | Arena Nord, Frederikshavn Público: 500 Árbitros: Lee, Koo |
| 29 Novembro 2023 14:00 | 3×                | Relatório | 3×                 | Arena Nord, Frederikshavn Público: 500 Árbitros: Lee, Koo |

| 29 Novembro 2023 16:30 | Espanha                         | 34–17     | Cazaquistão | Arena Nord, Frederikshavn Público: 200 Árbitros: Al-Enezi, Al-Naseem |
| 29 Novembro 2023 16:30 | Etxeberria, Gassama, González 5 | (14–8)    | Radayeva 5  | Arena Nord, Frederikshavn Público: 200 Árbitros: Al-Enezi, Al-Naseem |
| 29 Novembro 2023 16:30 | 2×                              | Relatório | 2×          | Arena Nord, Frederikshavn Público: 200 Árbitros: Al-Enezi, Al-Naseem |

| 01 Dezembro 2023 14:00 | Cazaquistão | 15–46     | Brasil    | Arena Nord, Frederikshavn Público: 473 Árbitros: Bolic, Hurich |
| 01 Dezembro 2023 14:00 | Radayeva 4  | (5–25)    | Cardoso 8 | Arena Nord, Frederikshavn Público: 473 Árbitros: Bolic, Hurich |
| 01 Dezembro 2023 14:00 | 1×          | Relatório | 1×        | Arena Nord, Frederikshavn Público: 473 Árbitros: Bolic, Hurich |

| 01 Dezembro 2023 16:30 | Espanha    | 32–20     | Ucrânia    | Arena Nord, Frederikshavn Público: 153 Árbitros: Belkhiri, Hamidi |
| 01 Dezembro 2023 16:30 | González 6 | (16–12)   | Smbatian 7 | Arena Nord, Frederikshavn Público: 153 Árbitros: Belkhiri, Hamidi |
| 01 Dezembro 2023 16:30 | 3× 2×      | Relatório | 3×         | Arena Nord, Frederikshavn Público: 153 Árbitros: Belkhiri, Hamidi |

| 03 Dezembro 2023 11:30 | Ucrânia              | 37–24     | Cazaquistão | Arena Nord, Frederikshavn Público: 1,067 Árbitros: Cheng, Zhou |
| 03 Dezembro 2023 11:30 | Andriychuk, Shukal 8 | (19–12)   | Khardina 6  | Arena Nord, Frederikshavn Público: 1,067 Árbitros: Cheng, Zhou |
| 03 Dezembro 2023 11:30 | 3×                   | Relatório | 5×          | Arena Nord, Frederikshavn Público: 1,067 Árbitros: Cheng, Zhou |

| 03 Dezembro 2023 14:00 | Brasil | 25–27     | Espanha | Arena Nord, Frederikshavn Público: 811 Árbitros: Carmaux, Mursch |
| 03 Dezembro 2023 14:00 | Belo 8 | (12–16)   | Arcos 5 | Arena Nord, Frederikshavn Público: 811 Árbitros: Carmaux, Mursch |
| 03 Dezembro 2023 14:00 | 6×     | Relatório | 5× 1×   | Arena Nord, Frederikshavn Público: 811 Árbitros: Carmaux, Mursch |

### Grupo H
| Pos | Equipe        | Pts | J | V | E | D | GP  | GC  | SG  |
| --- | ------------- | --- | - | - | - | - | --- | --- | --- |
| 1   | Países Baixos | 6   | 3 | 3 | 0 | 0 | 114 | 66  | +48 |
| 2   | Chéquia       | 4   | 3 | 2 | 0 | 1 | 83  | 77  | +6  |
| 3   | Argentina     | 2   | 3 | 1 | 0 | 2 | 79  | 98  | −19 |
| 4   | Congo         | 0   | 3 | 0 | 0 | 3 | 68  | 103 | −35 |

| 30 Novembro 2023 14:00 | Países Baixos | 41–26     | Argentina | Arena Nord, Frederikshavn Público: 300 Árbitros: Vujačić, Kažanegra |
| 30 Novembro 2023 14:00 | Polman 7      | (20–14)   | Pizzo 5   | Arena Nord, Frederikshavn Público: 300 Árbitros: Vujačić, Kažanegra |
| 30 Novembro 2023 14:00 | 5×            | Relatório | 1×        | Arena Nord, Frederikshavn Público: 300 Árbitros: Vujačić, Kažanegra |

| 30 Novembro 2023 16:30 | Chéquia      | 32–22     | Congo      | Arena Nord, Frederikshavn Público: 200 Árbitros: Bolic, Hurich |
| 30 Novembro 2023 16:30 | Cholevová 11 | (19–11)   | Ngombele 9 | Arena Nord, Frederikshavn Público: 200 Árbitros: Bolic, Hurich |
| 30 Novembro 2023 16:30 | 4×           | Relatório | 5× 1×      | Arena Nord, Frederikshavn Público: 200 Árbitros: Bolic, Hurich |

| 02 Dezembro 2023 11:30 | Chéquia | 31–22     | Argentina        | Arena Nord, Frederikshavn Público: 711 Árbitros: Altmár, Horváth |
| 02 Dezembro 2023 11:30 | Malá 8  | (16–10)   | Gavilán, Pizzo 5 | Arena Nord, Frederikshavn Público: 711 Árbitros: Altmár, Horváth |
| 02 Dezembro 2023 11:30 | 7× 1×   | Relatório | 3× 1×            | Arena Nord, Frederikshavn Público: 711 Árbitros: Altmár, Horváth |

| 02 Dezembro 2023 14:00 | Congo        | 20–40     | Países Baixos  | Arena Nord, Frederikshavn Público: 527 Árbitros: Al-Enezi, Al-Naseem |
| 02 Dezembro 2023 14:00 | Diagouraga 7 | (9–20)    | Van Wetering 8 | Arena Nord, Frederikshavn Público: 527 Árbitros: Al-Enezi, Al-Naseem |
| 02 Dezembro 2023 14:00 | 6× 1×        | Relatório | 1×             | Arena Nord, Frederikshavn Público: 527 Árbitros: Al-Enezi, Al-Naseem |

| 04 Dezembro 2023 14:00 | Argentina  | 31–26     | Congo        | Arena Nord, Frederikshavn Público: 507 Árbitros: Mitrović, Vešović |
| 04 Dezembro 2023 14:00 | Casasola 7 | (14–15)   | Diagouraga 8 | Arena Nord, Frederikshavn Público: 507 Árbitros: Mitrović, Vešović |
| 04 Dezembro 2023 14:00 | 3×         | Relatório | 7× 1×        | Arena Nord, Frederikshavn Público: 507 Árbitros: Mitrović, Vešović |

| 04 Dezembro 2023 16:30 | Países Baixos  | 33–20     | Chéquia     | Arena Nord, Frederikshavn Público: 674 Árbitros: Belkhiri, Hamidi |
| 04 Dezembro 2023 16:30 | Van Wetering 7 | (14–8)    | Cholevová 6 | Arena Nord, Frederikshavn Público: 674 Árbitros: Belkhiri, Hamidi |
| 04 Dezembro 2023 16:30 | 5×             | Relatório | 2×          | Arena Nord, Frederikshavn Público: 674 Árbitros: Belkhiri, Hamidi |

## Copa do Presidente
|  | Disputam o jogo de classificação para 25° e 26° lugares |
|  | Disputam o jogo de classificação para 27° e 28° lugares |
|  | Disputam o jogo de classificação para 29° e 30° lugares |
|  | Disputam o jogo de classificação para 31° e 32° lugares |

Critérios de desempate: 1) pontos; 2) confronto direto; 3) diferença de gols no confronto direto; 4) número de gols feitos no confronto direto; 5) diferença de gols.

### Grupo I
| Pos | Equipe     | Pts | J | V | E | D | GP | GC | SG  |
| --- | ---------- | --- | - | - | - | - | -- | -- | --- |
| 1   | Islândia   | 6   | 3 | 3 | 0 | 0 | 92 | 56 | +36 |
| 2   | China      | 4   | 3 | 2 | 0 | 1 | 78 | 74 | +4  |
| 3   | Paraguai   | 2   | 3 | 1 | 0 | 2 | 60 | 67 | −7  |
| 4   | Groelândia | 0   | 3 | 0 | 0 | 3 | 57 | 90 | −33 |

| 07 Dezembro 2023 09:00 | China | 23–20     | Paraguai             | Arena Nord, Frederikshavn Público: 254 Árbitros: Altmár, Horváth |
| 07 Dezembro 2023 09:00 | Jin 6 | (9–10)    | Fernández, Insfrán 6 | Arena Nord, Frederikshavn Público: 254 Árbitros: Altmár, Horváth |
| 07 Dezembro 2023 09:00 | 6× 1× | Relatório | 1×                   | Arena Nord, Frederikshavn Público: 254 Árbitros: Altmár, Horváth |

| 07 Dezembro 2023 11:30 | Groelândia | 14–37     | Islândia         | Arena Nord, Frederikshavn Público: 702 Árbitros: Doychinov, Goretsov |
| 07 Dezembro 2023 11:30 | Holm 4     | (8–19)    | Ásgeirsdóttir 10 | Arena Nord, Frederikshavn Público: 702 Árbitros: Doychinov, Goretsov |
| 07 Dezembro 2023 11:30 | 4×         | Relatório | 2× 1×            | Arena Nord, Frederikshavn Público: 702 Árbitros: Doychinov, Goretsov |

| 09 Dezembro 2023 09:00 | Paraguai  | 19–25     | Islândia        | Arena Nord, Frederikshavn Público: 153 Árbitros: Lovin, Stancu |
| 09 Dezembro 2023 09:00 | Insfrán 7 | (9–13)    | Albertsdóttir 7 | Arena Nord, Frederikshavn Público: 153 Árbitros: Lovin, Stancu |
| 09 Dezembro 2023 09:00 | 5× 1×     | Relatório | 5× 1×           | Arena Nord, Frederikshavn Público: 153 Árbitros: Lovin, Stancu |

| 09 Dezembro 2023 11:30 | China    | 32–24     | Groelândia       | Arena Nord, Frederikshavn Público: 455 Árbitros: H. El-Saied, Y. El-Saied |
| 09 Dezembro 2023 11:30 | Liu C. 7 | (17–8)    | Holm, Petersen 4 | Arena Nord, Frederikshavn Público: 455 Árbitros: H. El-Saied, Y. El-Saied |
| 09 Dezembro 2023 11:30 | 3×       | Relatório | 4×               | Arena Nord, Frederikshavn Público: 455 Árbitros: H. El-Saied, Y. El-Saied |

| 11 Dezembro 2023 09:00 | Islândia                      | 30–23     | China | Arena Nord, Frederikshavn Público: 134 Árbitros: Budzák, Záhradník |
| 11 Dezembro 2023 09:00 | Erlingsdóttir, Magnúsdóttir 6 | (13–11)   | Jin 7 | Arena Nord, Frederikshavn Público: 134 Árbitros: Budzák, Záhradník |
| 11 Dezembro 2023 09:00 | 2×                            | Relatório | 2× 1× | Arena Nord, Frederikshavn Público: 134 Árbitros: Budzák, Záhradník |

| 11 Dezembro 2023 11:30 | Paraguai  | 21–19     | Groelândia | Arena Nord, Frederikshavn Público: 332 Árbitros: Al-Enezi, Al-Naseem |
| 11 Dezembro 2023 11:30 | Mendoza 6 | (11–9)    | Bjerge 4   | Arena Nord, Frederikshavn Público: 332 Árbitros: Al-Enezi, Al-Naseem |
| 11 Dezembro 2023 11:30 | 1×        | Relatório | 4×         | Arena Nord, Frederikshavn Público: 332 Árbitros: Al-Enezi, Al-Naseem |

### Grupo II
| Pos | Equipe      | Pts | J | V | E | D | GP | GC | SG  |
| --- | ----------- | --- | - | - | - | - | -- | -- | --- |
| 1   | Congo       | 6   | 3 | 3 | 0 | 0 | 93 | 77 | +16 |
| 2   | Chile       | 4   | 3 | 2 | 0 | 1 | 78 | 67 | +11 |
| 3   | Cazaquistão | 2   | 3 | 1 | 0 | 2 | 92 | 93 | −1  |
| 4   | Irã         | 0   | 3 | 0 | 0 | 3 | 69 | 95 | −26 |

| 06 Dezembro 2023 09:00 | Cazaquistão            | 36–37     | Congo        | Arena Nord, Frederikshavn Público: 633 Árbitros: Cheng, Zhou |
| 06 Dezembro 2023 09:00 | Radayeva, Rejemetova 9 | (18–15)   | Diagouraga 8 | Arena Nord, Frederikshavn Público: 633 Árbitros: Cheng, Zhou |
| 06 Dezembro 2023 09:00 |                        | Relatório | 4×           | Arena Nord, Frederikshavn Público: 633 Árbitros: Cheng, Zhou |

| 07 Dezembro 2023 11:30 | Chile    | 30–20     | Irã      | Arena Nord, Frederikshavn Público: 220 Árbitros: Cheng, Zhou |
| 07 Dezembro 2023 11:30 | Lovera 6 | (14–6)    | Merikh 8 | Arena Nord, Frederikshavn Público: 220 Árbitros: Cheng, Zhou |
| 07 Dezembro 2023 11:30 | 2× 1×    | Relatório | 2×       | Arena Nord, Frederikshavn Público: 220 Árbitros: Cheng, Zhou |

| 09 Dezembro 2023 09:00 | Chile    | 27–23     | Cazaquistão  | Arena Nord, Frederikshavn Público: 402 Árbitros: Kažanegra, Vujačić |
| 09 Dezembro 2023 09:00 | Lovera 9 | (13–11)   | Rejemetova 5 | Arena Nord, Frederikshavn Público: 402 Árbitros: Kažanegra, Vujačić |
| 09 Dezembro 2023 09:00 | 6×       | Relatório | 1×           | Arena Nord, Frederikshavn Público: 402 Árbitros: Kažanegra, Vujačić |

| 09 Dezembro 2023 11:30 | Irã     | 20–32     | Congo      | Arena Nord, Frederikshavn Público: 174 Árbitros: Altmár, Horváth |
| 09 Dezembro 2023 11:30 | Badvi 6 | (9–19)    | Domingos 6 | Arena Nord, Frederikshavn Público: 174 Árbitros: Altmár, Horváth |
| 09 Dezembro 2023 11:30 | 2× 1×   | Relatório | 4×         | Arena Nord, Frederikshavn Público: 174 Árbitros: Altmár, Horváth |

| 11 Dezembro 2023 09:00 | Congo        | 24–21     | Chile    | Arena Nord, Frederikshavn Público: 154 Árbitros: Bolic, Hurich |
| 11 Dezembro 2023 09:00 | Diagouraga 5 | (8–12)    | Lovera 8 | Arena Nord, Frederikshavn Público: 154 Árbitros: Bolic, Hurich |
| 11 Dezembro 2023 09:00 | 7× 1×        | Relatório | 4× 1×    | Arena Nord, Frederikshavn Público: 154 Árbitros: Bolic, Hurich |

| 11 Dezembro 2023 11:30 | Irã       | 29–33     | Cazaquistão | Arena Nord, Frederikshavn Público: 67 Árbitros: Doychinov, Goretsov |
| 11 Dezembro 2023 11:30 | Merikh 11 | (15–17)   | Khardina 7  | Arena Nord, Frederikshavn Público: 67 Árbitros: Doychinov, Goretsov |
| 11 Dezembro 2023 11:30 | 4× 1×     | Relatório | 2× 1×       | Arena Nord, Frederikshavn Público: 67 Árbitros: Doychinov, Goretsov |

#### Decisão do 31º lugar
| 13 Dezembro 2023 09:00 | Groelândia | 23–28     | Irã      | Arena Nord, Frederikshavn Público: 537 Árbitros: Altmár, Horváth |
| 13 Dezembro 2023 09:00 | Bjerge 8   | (12–12)   | Merikh 6 | Arena Nord, Frederikshavn Público: 537 Árbitros: Altmár, Horváth |
| 13 Dezembro 2023 09:00 | 5×         | Relatório | 5×       | Arena Nord, Frederikshavn Público: 537 Árbitros: Altmár, Horváth |

#### Decisão do 29º lugar
| 13 Dezembro 2023 11:30 | Paraguai   | 36–30     | Cazaquistão | Arena Nord, Frederikshavn Público: 96 Árbitros: Al-Enezi, Al-Naseem |
| 13 Dezembro 2023 11:30 | Portillo 9 | (20–18)   | Khardina 9  | Arena Nord, Frederikshavn Público: 96 Árbitros: Al-Enezi, Al-Naseem |
| 13 Dezembro 2023 11:30 | 3×         | Relatório | 3×          | Arena Nord, Frederikshavn Público: 96 Árbitros: Al-Enezi, Al-Naseem |

#### Decisão do 27º lugar
| 13 Dezembro 2023 14:00 | China | 25–26     | Chile    | Arena Nord, Frederikshavn Público: 103 Árbitros: H. El-Saied, Y. El-Saied |
| 13 Dezembro 2023 14:00 | Li 8  | (13–15)   | Lovera 5 | Arena Nord, Frederikshavn Público: 103 Árbitros: H. El-Saied, Y. El-Saied |
| 13 Dezembro 2023 14:00 | 8× 1× | Relatório | 4×       | Arena Nord, Frederikshavn Público: 103 Árbitros: H. El-Saied, Y. El-Saied |

#### Decisão do 25º lugar
| 13 Dezembro 2023 16:30 | Islândia       | 30–28     | Congo       | Arena Nord, Frederikshavn Público: 86 Árbitros: Kažanegra, Vujačić |
| 13 Dezembro 2023 16:30 | Sturludóttir 6 | (14–14)   | Ngombele 10 | Arena Nord, Frederikshavn Público: 86 Árbitros: Kažanegra, Vujačić |
| 13 Dezembro 2023 16:30 | 3×             | Relatório | 5× 1×       | Arena Nord, Frederikshavn Público: 86 Árbitros: Kažanegra, Vujačić |

## Fase Principal
Os pontos obtidos contra outras equipes na fase preliminar do mesmo grupo são válidos para esta fase.
|  | Qualificadas para as Quartas de Final |

Critérios de desempate: 1) pontos; 2) confronto direto; 3) diferença de gols no confronto direto; 4) número de gols feitos no confronto direto; 5) diferença de gols.

### Grupo I
| Pos | Equipe     | Pts | J | V | E | D | GP  | GC  | SG  |
| --- | ---------- | --- | - | - | - | - | --- | --- | --- |
| 1   | Suécia     | 10  | 5 | 5 | 0 | 0 | 143 | 95  | +48 |
| 2   | Montenegro | 6   | 5 | 3 | 0 | 2 | 128 | 108 | +20 |
| 3   | Hungria    | 6   | 5 | 3 | 0 | 2 | 132 | 112 | +20 |
| 4   | Croácia    | 5   | 5 | 2 | 1 | 2 | 111 | 107 | +4  |
| 5   | Senegal    | 3   | 5 | 1 | 1 | 3 | 103 | 127 | −24 |
| 6   | Camarões   | 0   | 5 | 0 | 0 | 5 | 79  | 147 | −68 |

Desempate: Montenegro 24-18 Hungria
| 07 Dezembro 2023 11:30 | Montenegro | 25–26     | Croácia    | Scandinavium, Gothenburg Público: 1,089 Árbitros: Álvarez, Bustamante |
| 07 Dezembro 2023 11:30 | Grbić 5    | (13–13)   | Blažević 6 | Scandinavium, Gothenburg Público: 1,089 Árbitros: Álvarez, Bustamante |
| 07 Dezembro 2023 11:30 | 4× 2×      | Relatório | 4× 1×      | Scandinavium, Gothenburg Público: 1,089 Árbitros: Álvarez, Bustamante |

| 07 Dezembro 2023 14:00 | Senegal | 20–30     | Hungria   | Scandinavium, Gothenburg Público: 2,693 Árbitros: Koo, Lee |
| 07 Dezembro 2023 14:00 | Sagna 8 | (8–14)    | Klujber 9 | Scandinavium, Gothenburg Público: 2,693 Árbitros: Koo, Lee |
| 07 Dezembro 2023 14:00 | 3× 1×   | Relatório | 4× 1×     | Scandinavium, Gothenburg Público: 2,693 Árbitros: Koo, Lee |

| 07 Dezembro 2023 16:30 | Suécia   | 37–13     | Camarões | Scandinavium, Gothenburg Público: 5,187 Árbitros: B. Correa, R. Correa |
| 07 Dezembro 2023 16:30 | Hagman 8 | (16–5)    | Ateba 5  | Scandinavium, Gothenburg Público: 5,187 Árbitros: B. Correa, R. Correa |
| 07 Dezembro 2023 16:30 |          | Relatório | 1× 2×    | Scandinavium, Gothenburg Público: 5,187 Árbitros: B. Correa, R. Correa |

| 09 Dezembro 2023 11:30 | Senegal | 21–29     | Montenegro                            | Scandinavium, Gothenburg Público: 2,997 Árbitros: Budzák, Záhradník |
| 09 Dezembro 2023 11:30 | Sagna 4 | (8–18)    | Godeč, Mugoša, Klikovac, Despotović 4 | Scandinavium, Gothenburg Público: 2,997 Árbitros: Budzák, Záhradník |
| 09 Dezembro 2023 11:30 | 1×      | Relatório | 4× 1×                                 | Scandinavium, Gothenburg Público: 2,997 Árbitros: Budzák, Záhradník |

| 09 Dezembro 2023 14:00 | Croácia                    | 24–15     | Camarões | Scandinavium, Gothenburg Público: 6,165 Árbitros: Koo, Lee |
| 09 Dezembro 2023 14:00 | Šenvald, Burić, Blažević 3 | (18–6)    | Ateba 7  | Scandinavium, Gothenburg Público: 6,165 Árbitros: Koo, Lee |
| 09 Dezembro 2023 14:00 | 2×                         | Relatório | 3×       | Scandinavium, Gothenburg Público: 6,165 Árbitros: Koo, Lee |

| 09 Dezembro 2023 16:30 | Hungria | 22–26     | Suécia               | Scandinavium, Gothenburg Público: 10,561 Árbitros: A. Covalciuc, I. Covalciuc |
| 09 Dezembro 2023 16:30 | Vámos 6 | (11–10)   | Lindqvist, Roberts 7 | Scandinavium, Gothenburg Público: 10,561 Árbitros: A. Covalciuc, I. Covalciuc |
| 09 Dezembro 2023 16:30 | 3×      | Relatório | 4×                   | Scandinavium, Gothenburg Público: 10,561 Árbitros: A. Covalciuc, I. Covalciuc |

| 11 Dezembro 2023 11:30 | Camarões               | 20–22     | Senegal | Scandinavium, Gothenburg Público: 626 Árbitros: B. Correa, R. Correa |
| 11 Dezembro 2023 11:30 | Ateba, Ebanga Baboga 5 | (12–7)    | Sagna 6 | Scandinavium, Gothenburg Público: 626 Árbitros: B. Correa, R. Correa |
| 11 Dezembro 2023 11:30 | 4× 1×                  | Relatório | 2× 1×   | Scandinavium, Gothenburg Público: 626 Árbitros: B. Correa, R. Correa |

| 11 Dezembro 2023 14:00 | Hungria   | 23–22     | Croácia         | Scandinavium, Gothenburg Público: 3,449 Árbitros: García, Paolantoni |
| 11 Dezembro 2023 14:00 | Klujber 9 | (8–11)    | Milosavljević 8 | Scandinavium, Gothenburg Público: 3,449 Árbitros: García, Paolantoni |
| 11 Dezembro 2023 14:00 | 4× 3×     | Relatório | 3× 2×           | Scandinavium, Gothenburg Público: 3,449 Árbitros: García, Paolantoni |

| 11 Dezembro 2023 16:30 | Montenegro   | 25–32     | Suécia            | Scandinavium, Gothenburg Público: 6,589 Árbitros: Carmaux, Mursch |
| 11 Dezembro 2023 16:30 | Despotović 6 | (9–15)    | Hagman, Roberts 6 | Scandinavium, Gothenburg Público: 6,589 Árbitros: Carmaux, Mursch |
| 11 Dezembro 2023 16:30 | 6× 2×        | Relatório | 4×                | Scandinavium, Gothenburg Público: 6,589 Árbitros: Carmaux, Mursch |

### Grupo II
| Pos | Equipe        | Pts | J | V | E | D | GP  | GC  | SG  |
| --- | ------------- | --- | - | - | - | - | --- | --- | --- |
| 1   | França        | 10  | 5 | 5 | 0 | 0 | 158 | 128 | +30 |
| 2   | Noruega       | 8   | 5 | 4 | 0 | 1 | 172 | 115 | +57 |
| 3   | Eslovênia     | 6   | 5 | 3 | 0 | 2 | 141 | 143 | −2  |
| 4   | Angola        | 4   | 5 | 2 | 0 | 3 | 135 | 153 | −18 |
| 5   | Áustria       | 2   | 5 | 1 | 0 | 4 | 137 | 177 | −40 |
| 6   | Coreia do Sul | 0   | 5 | 0 | 0 | 5 | 132 | 159 | −27 |

| 06 Dezembro 2023 11:30 | Coreia do Sul | 27–31     | Eslovênia | Trondheim Spektrum, Trondheim Público: 619 Árbitros: Lemes, Sosa |
| 06 Dezembro 2023 11:30 | Ryu 12        | (14–19)   | Mavsar 9  | Trondheim Spektrum, Trondheim Público: 619 Árbitros: Lemes, Sosa |
| 06 Dezembro 2023 11:30 | 2× 1×         | Relatório | 4×        | Trondheim Spektrum, Trondheim Público: 619 Árbitros: Lemes, Sosa |

| 06 Dezembro 2023 14:00 | França    | 41–27     | Áustria      | Trondheim Spektrum, Trondheim Público: 3,198 Árbitros: H. El-Saied, Y. El-Saied |
| 06 Dezembro 2023 14:00 | Bouktit 7 | (25–14)   | I. Ivančok 8 | Trondheim Spektrum, Trondheim Público: 3,198 Árbitros: H. El-Saied, Y. El-Saied |
| 06 Dezembro 2023 14:00 | 4× 1×     | Relatório | 5× 2×        | Trondheim Spektrum, Trondheim Público: 3,198 Árbitros: H. El-Saied, Y. El-Saied |

| 06 Dezembro 2023 16:30 | Noruega  | 37–19     | Angola                                | Trondheim Spektrum, Trondheim Público: 6,806 Árbitros: Jovandić, Sekulić |
| 06 Dezembro 2023 16:30 | Herrem 7 | (20–9)    | Kassoma, Quizelete, Gabriel, Carlos 3 | Trondheim Spektrum, Trondheim Público: 6,806 Árbitros: Jovandić, Sekulić |
| 06 Dezembro 2023 16:30 | 1×       | Relatório | 3×                                    | Trondheim Spektrum, Trondheim Público: 6,806 Árbitros: Jovandić, Sekulić |

| 08 Dezembro 2023 11:30 | Áustria     | 25–30     | Angola   | Trondheim Spektrum, Trondheim Público: 1,236 Árbitros: A. Konjičanin, D. Konjičanin |
| 08 Dezembro 2023 11:30 | K. Pandza 8 | (14–16)   | Carlos 9 | Trondheim Spektrum, Trondheim Público: 1,236 Árbitros: A. Konjičanin, D. Konjičanin |
| 08 Dezembro 2023 11:30 | 3× 1×       | Relatório | 4× 1×    | Trondheim Spektrum, Trondheim Público: 1,236 Árbitros: A. Konjičanin, D. Konjičanin |

| 08 Dezembro 2023 14:00 | Coreia do Sul | 22–32     | França  | Trondheim Spektrum, Trondheim Público: 3,507 Árbitros: Mitrović, Vešović |
| 08 Dezembro 2023 14:00 | Gim 5         | (12–17)   | Kanor 7 | Trondheim Spektrum, Trondheim Público: 3,507 Árbitros: Mitrović, Vešović |
| 08 Dezembro 2023 14:00 | 5× 1×         | Relatório | 1×      | Trondheim Spektrum, Trondheim Público: 3,507 Árbitros: Mitrović, Vešović |

| 08 Dezembro 2023 16:30 | Eslovênia | 21–34     | Noruega  | Trondheim Spektrum, Trondheim Público: 5,544 Árbitros: Kuttler, Merz |
| 08 Dezembro 2023 16:30 | Varagić 5 | (12–17)   | Herrem 6 | Trondheim Spektrum, Trondheim Público: 5,544 Árbitros: Kuttler, Merz |
| 08 Dezembro 2023 16:30 | 3× 1×     | Relatório | 2× 1×    | Trondheim Spektrum, Trondheim Público: 5,544 Árbitros: Kuttler, Merz |

| 10 Dezembro 2023 11:30 | Angola     | 33–31     | Coreia do Sul | Trondheim Spektrum, Trondheim Público: 1,716 Árbitros: Jovandić, Sekulić |
| 10 Dezembro 2023 11:30 | Kassoma 11 | (20–15)   | Woo 9         | Trondheim Spektrum, Trondheim Público: 1,716 Árbitros: Jovandić, Sekulić |
| 10 Dezembro 2023 11:30 | 2× 1×      | Relatório | 1×            | Trondheim Spektrum, Trondheim Público: 1,716 Árbitros: Jovandić, Sekulić |

| 10 Dezembro 2023 14:00 | Eslovênia | 32–27     | Áustria     | Trondheim Spektrum, Trondheim Público: 4,060 Árbitros: Lemes, Sosa |
| 10 Dezembro 2023 14:00 | Mavsar 11 | (19–14)   | K. Pandza 7 | Trondheim Spektrum, Trondheim Público: 4,060 Árbitros: Lemes, Sosa |
| 10 Dezembro 2023 14:00 | 2× 1×     | Relatório |             | Trondheim Spektrum, Trondheim Público: 4,060 Árbitros: Lemes, Sosa |

| 10 Dezembro 2023 16:30 | França      | 24–23     | Noruega         | Trondheim Spektrum, Trondheim Público: 6,754 Árbitros: A. Konjičanin, D. Konjičanin |
| 10 Dezembro 2023 16:30 | Nze Minko 6 | (12–12)   | Ingstad, Mørk 4 | Trondheim Spektrum, Trondheim Público: 6,754 Árbitros: A. Konjičanin, D. Konjičanin |
| 10 Dezembro 2023 16:30 | 6×          | Relatório | 4×              | Trondheim Spektrum, Trondheim Público: 6,754 Árbitros: A. Konjičanin, D. Konjičanin |

### Grupo III
| Pos | Equipe    | Pts | J | V | E | D | GP  | GC  | SG  |
| --- | --------- | --- | - | - | - | - | --- | --- | --- |
| 1   | Dinamarca | 8   | 5 | 4 | 0 | 1 | 152 | 121 | +31 |
| 2   | Alemanha  | 8   | 5 | 4 | 0 | 1 | 147 | 120 | +27 |
| 3   | Romênia   | 6   | 5 | 3 | 0 | 2 | 141 | 145 | −4  |
| 4   | Polônia   | 4   | 5 | 2 | 0 | 3 | 119 | 143 | −24 |
| 5   | Japão     | 4   | 5 | 2 | 0 | 3 | 137 | 141 | −4  |
| 6   | Sérvia    | 0   | 5 | 0 | 0 | 5 | 111 | 137 | −26 |

Desempates: Alemanha 28-30 Dinamarca / Polônia 32-30 Japão
| 07 Dezembro 2023 11:30 | Sérvia          | 21–22     | Polônia     | Jyske Bank Boxen, Herning Público: 511 Árbitros: Belkhiri, Hamidi |
| 07 Dezembro 2023 11:30 | Radosavljević 6 | (13–10)   | Kochaniak 6 | Jyske Bank Boxen, Herning Público: 511 Árbitros: Belkhiri, Hamidi |
| 07 Dezembro 2023 11:30 | 5× 2×           | Relatório | 3×          | Jyske Bank Boxen, Herning Público: 511 Árbitros: Belkhiri, Hamidi |

| 07 Dezembro 2023 14:00 | Alemanha     | 24–22     | Romênia    | Jyske Bank Boxen, Herning Público: 4,526 Árbitros: Lah, Sok |
| 07 Dezembro 2023 14:00 | Döll, Lott 4 | (9–12)    | Buceschi 8 | Jyske Bank Boxen, Herning Público: 4,526 Árbitros: Lah, Sok |
| 07 Dezembro 2023 14:00 | 4× 1×        | Relatório | 3× 1×      | Jyske Bank Boxen, Herning Público: 4,526 Árbitros: Lah, Sok |

| 07 Dezembro 2023 16:30 | Dinamarca | 26–27     | Japão     | Jyske Bank Boxen, Herning Público: 6,707 Árbitros: Carmaux, Mursch |
| 07 Dezembro 2023 16:30 | Højlund 5 | (12–12)   | Hattori 7 | Jyske Bank Boxen, Herning Público: 6,707 Árbitros: Carmaux, Mursch |
| 07 Dezembro 2023 16:30 | 5× 1×     | Relatório | 2×        | Jyske Bank Boxen, Herning Público: 6,707 Árbitros: Carmaux, Mursch |

| 09 Dezembro 2023 11:30 | Romênia     | 32–28     | Japão             | Jyske Bank Boxen, Herning Público: 3,502 Árbitros: García, Paolantoni |
| 09 Dezembro 2023 11:30 | Buceschi 12 | (17–14)   | Aizawa, Hattori 5 | Jyske Bank Boxen, Herning Público: 3,502 Árbitros: García, Paolantoni |
| 09 Dezembro 2023 11:30 | 4× 1×       | Relatório | 4×                | Jyske Bank Boxen, Herning Público: 3,502 Árbitros: García, Paolantoni |

| 09 Dezembro 2023 14:00 | Sérvia    | 21–31     | Alemanha | Jyske Bank Boxen, Herning Público: 8,138 Árbitros: Álvarez, Bustamante |
| 09 Dezembro 2023 14:00 | Jovović 6 | (13–14)   | Döll 5   | Jyske Bank Boxen, Herning Público: 8,138 Árbitros: Álvarez, Bustamante |
| 09 Dezembro 2023 14:00 | 4×        | Relatório | 3×       | Jyske Bank Boxen, Herning Público: 8,138 Árbitros: Álvarez, Bustamante |

| 09 Dezembro 2023 16:30 | Polônia  | 22–32     | Dinamarca               | Jyske Bank Boxen, Herning Público: 10,398 Árbitros: Bolic, Hurich |
| 09 Dezembro 2023 16:30 | Rosiak 6 | (12–15)   | Jørgensen, Østergaard 5 | Jyske Bank Boxen, Herning Público: 10,398 Árbitros: Bolic, Hurich |
| 09 Dezembro 2023 16:30 | 8×       | Relatório | 3×                      | Jyske Bank Boxen, Herning Público: 10,398 Árbitros: Bolic, Hurich |

| 11 Dezembro 2023 11:30 | Japão      | 22–20     | Sérvia       | Jyske Bank Boxen, Herning Público: 1,979 Árbitros: A. Covalciuc, I. Covalciuc |
| 11 Dezembro 2023 11:30 | Nakayama 6 | (9–8)     | Vukajlović 6 | Jyske Bank Boxen, Herning Público: 1,979 Árbitros: A. Covalciuc, I. Covalciuc |
| 11 Dezembro 2023 11:30 | 3×         | Relatório | 3× 1×        | Jyske Bank Boxen, Herning Público: 1,979 Árbitros: A. Covalciuc, I. Covalciuc |

| 11 Dezembro 2023 14:00 | Polônia  | 26–27     | Romênia     | Jyske Bank Boxen, Herning Público: 5,221 Árbitros: Belkhiri, Hamidi |
| 11 Dezembro 2023 14:00 | Balsam 8 | (10–13)   | Buceschi 11 | Jyske Bank Boxen, Herning Público: 5,221 Árbitros: Belkhiri, Hamidi |
| 11 Dezembro 2023 14:00 | 3× 1×    | Relatório | 4× 1×       | Jyske Bank Boxen, Herning Público: 5,221 Árbitros: Belkhiri, Hamidi |

| 11 Dezembro 2023 16:30 | Alemanha | 28–30     | Dinamarca | Jyske Bank Boxen, Herning Público: 8,514 Árbitros: Lah, Sok |
| 11 Dezembro 2023 16:30 | Bölk 5   | (13–15)   | Friis 7   | Jyske Bank Boxen, Herning Público: 8,514 Árbitros: Lah, Sok |
| 11 Dezembro 2023 16:30 | 6× 1×    | Relatório | 3× 1×     | Jyske Bank Boxen, Herning Público: 8,514 Árbitros: Lah, Sok |

### Grupo IV
| Pos | Equipe        | Pts | J | V | E | D | GP  | GC  | SG  |
| --- | ------------- | --- | - | - | - | - | --- | --- | --- |
| 1   | Países Baixos | 10  | 5 | 5 | 0 | 0 | 178 | 115 | +63 |
| 2   | Chéquia       | 6   | 5 | 3 | 0 | 2 | 138 | 130 | +8  |
| 3   | Brasil        | 6   | 5 | 3 | 0 | 2 | 150 | 128 | +22 |
| 4   | Espanha       | 6   | 5 | 3 | 0 | 2 | 132 | 127 | +5  |
| 5   | Argentina     | 2   | 5 | 1 | 0 | 4 | 115 | 155 | −40 |
| 6   | Ucrânia       | 0   | 5 | 0 | 0 | 5 | 104 | 162 | −58 |

Desempate: Chéquia 2 Pts, +5 SG | Brasil 2 Pts, +1 SG | Espanha 2 Pts, −6 SG
| 06 Dezembro 2023 11:30 | Ucrânia    | 23–30     | Chéquia     | Arena Nord, Frederikshavn Público: 711 Árbitros: Altmár, Horváth |
| 06 Dezembro 2023 11:30 | Smbatian 5 | (11–15)   | Jeřábková 9 | Arena Nord, Frederikshavn Público: 711 Árbitros: Altmár, Horváth |
| 06 Dezembro 2023 11:30 | 2×         | Relatório |             | Arena Nord, Frederikshavn Público: 711 Árbitros: Altmár, Horváth |

| 06 Dezembro 2023 14:00 | Espanha      | 30–23     | Argentina | Arena Nord, Frederikshavn Público: 902 Árbitros: Kažanegra, Vujačić |
| 06 Dezembro 2023 14:00 | Etxeberria 7 | (12–13)   | Gavilan 8 | Arena Nord, Frederikshavn Público: 902 Árbitros: Kažanegra, Vujačić |
| 06 Dezembro 2023 14:00 | 2×           | Relatório | 1×        | Arena Nord, Frederikshavn Público: 902 Árbitros: Kažanegra, Vujačić |

| 06 Dezembro 2023 16:30 | Países Baixos | 35–27     | Brasil | Arena Nord, Frederikshavn Público: 855 Árbitros: Lovin, Stancu |
| 06 Dezembro 2023 16:30 | Housheer 6    | (18–13)   | Rosa 7 | Arena Nord, Frederikshavn Público: 855 Árbitros: Lovin, Stancu |
| 06 Dezembro 2023 16:30 | 3×            | Relatório | 3× 1×  | Arena Nord, Frederikshavn Público: 855 Árbitros: Lovin, Stancu |

| 08 Dezembro 2023 11:30 | Brasil              | 33–19     | Argentina | Arena Nord, Frederikshavn Público: 417 Árbitros: Doychinov, Goretsov |
| 08 Dezembro 2023 11:30 | Cardoso, De Paula 5 | (16–7)    | Pizzo 5   | Arena Nord, Frederikshavn Público: 417 Árbitros: Doychinov, Goretsov |
| 08 Dezembro 2023 11:30 | 4×                  | Relatório | 1×        | Arena Nord, Frederikshavn Público: 417 Árbitros: Doychinov, Goretsov |

| 08 Dezembro 2023 14:00 | Chéquia     | 30–22     | Espanha | Arena Nord, Frederikshavn Público: 697 Árbitros: Hansen, Madsen |
| 08 Dezembro 2023 14:00 | Jeřábková 9 | (13–9)    | Pérez 6 | Arena Nord, Frederikshavn Público: 697 Árbitros: Hansen, Madsen |
| 08 Dezembro 2023 14:00 | 2× 1×       | Relatório |         | Arena Nord, Frederikshavn Público: 697 Árbitros: Hansen, Madsen |

| 08 Dezembro 2023 16:30 | Ucrânia  | 21–40     | Países Baixos | Arena Nord, Frederikshavn Público: 823 Árbitros: Al-Enezi, Al-Naseem |
| 08 Dezembro 2023 16:30 | Shukal 5 | (8–19)    | Abbingh 8     | Arena Nord, Frederikshavn Público: 823 Árbitros: Al-Enezi, Al-Naseem |
| 08 Dezembro 2023 16:30 | 3× 1×    | Relatório | 2×            | Arena Nord, Frederikshavn Público: 823 Árbitros: Al-Enezi, Al-Naseem |

| 10 Dezembro 2023 08:00 | Argentina | 25–20     | Ucrânia      | Arena Nord, Frederikshavn Público: 504 Árbitros: Kažanegra, Vujačić |
| 10 Dezembro 2023 08:00 | Cavo 6    | (13–11)   | Konovalova 6 | Arena Nord, Frederikshavn Público: 504 Árbitros: Kažanegra, Vujačić |
| 10 Dezembro 2023 08:00 | 6×        | Relatório | 5× 1×        | Arena Nord, Frederikshavn Público: 504 Árbitros: Kažanegra, Vujačić |

| 10 Dezembro 2023 10:15 | Chéquia      | 27–30     | Brasil   | Arena Nord, Frederikshavn Público: 769 Árbitros: Lovin, Stancu |
| 10 Dezembro 2023 10:15 | Jeřábková 11 | (17–16)   | Castro 9 | Arena Nord, Frederikshavn Público: 769 Árbitros: Lovin, Stancu |
| 10 Dezembro 2023 10:15 | 2×           | Relatório | 3× 1×    | Arena Nord, Frederikshavn Público: 769 Árbitros: Lovin, Stancu |

| 10 Dezembro 2023 12:30 | Países Baixos | 29–21     | Espanha                | Arena Nord, Frederikshavn Público: 1,314 Árbitros: Hansen, Madsen |
| 10 Dezembro 2023 12:30 | Sprengers 6   | (13–9)    | González, So Delgado 5 | Arena Nord, Frederikshavn Público: 1,314 Árbitros: Hansen, Madsen |
| 10 Dezembro 2023 12:30 | 3×            | Relatório | 2×                     | Arena Nord, Frederikshavn Público: 1,314 Árbitros: Hansen, Madsen |

## Fase Final

### Chaveamento
|  | Quartas de Final | Quartas de Final |                |    | Semifinal      | Semifinal      |  |  | Final | Final |
|  |                  |                  |                |    |                |                |  |  |       |       |
|  | 13 de Dezembro   |                  |                |    |                |                |  |  |       |       |
|  |                  |                  |                |    |                |                |  |  |       |       |
|  | Suécia           | 27               |                |    |                |                |  |  |       |       |
|  | Suécia           | 27               | 15 de Dezembro |    |                |                |  |  |       |       |
|  | Alemanha         | 20               |                |    |                |                |  |  |       |       |
|  | Alemanha         | 20               | Suécia         | 28 |                |                |  |  |       |       |
|  | 12 de Dezembro   |                  | Suécia         | 28 |                |                |  |  |       |       |
|  |                  | França           | 37             |    |                |                |  |  |       |       |
|  | França           | França           | 37             | 33 |                |                |  |  |       |       |
|  | França           |                  | 17 de Dezembro | 33 |                |                |  |  |       |       |
|  | Chéquia          | 22               |                |    |                |                |  |  |       |       |
|  | Chéquia          | 22               | França         | 31 |                |                |  |  |       |       |
|  | 13 de Dezembro   |                  | França         | 31 |                |                |  |  |       |       |
|  |                  | Noruega          | 28             |    |                |                |  |  |       |       |
|  | Dinamarca        | Noruega          | 28             | 26 |                |                |  |  |       |       |
|  | Dinamarca        | 15 de Dezembro   |                | 26 |                |                |  |  |       |       |
|  | Montenegro       | 24               |                |    |                |                |  |  |       |       |
|  | Montenegro       | 24               | Dinamarca      | 28 |                |                |  |  |       |       |
|  | 12 de Dezembro   |                  | Dinamarca      | 28 |                |                |  |  |       |       |
|  |                  | Noruega (pro)    | 29             |    | Terceiro Lugar | Terceiro Lugar |  |  |       |       |
|  | Países Baixos    | Noruega (pro)    | 29             | 23 | Terceiro Lugar | Terceiro Lugar |  |  |       |       |
|  | Países Baixos    |                  | 17 de Dezembro | 23 |                |                |  |  |       |       |
|  | Noruega          | 30               |                |    |                |                |  |  |       |       |
|  | Noruega          | 30               | Suécia         | 27 |                |                |  |  |       |       |
|  |                  |                  |                |    |                |                |  |  |       |       |
|  | Dinamarca        | 28               |                |    |                |                |  |  |       |       |
|  | Dinamarca        | 28               |                |    |                |                |  |  |       |       |

### Disputa de 5º ao 8º
|  | Disputa de 5º ao 8º Semifinais | Disputa de 5º ao 8º Semifinais |                |    | Quinto Lugar | Quinto Lugar |
|  |                                |                                |                |    |              |              |
|  | 15 de Dezembro                 |                                |                |    |              |              |
|  |                                |                                |                |    |              |              |
|  | Alemanha                       | 32                             |                |    |              |              |
|  | Alemanha                       | 32                             | 17 de Dezembro |    |              |              |
|  | Chéquia                        | 26                             |                |    |              |              |
|  | Chéquia                        | 26                             | Alemanha       | 26 |              |              |
|  | 15 de Dezembro                 |                                | Alemanha       | 26 |              |              |
|  |                                | Países Baixos                  | 30             |    |              |              |
|  | Montenegro                     | Países Baixos                  | 30             | 25 |              |              |
|  | Montenegro                     |                                |                | 25 |              |              |
|  | Países Baixos                  | 28                             |                |    |              |              |
|  | Países Baixos                  | 28                             | Sétimo Lugar   |    |              |              |
|  |                                |                                |                |    |              |              |
|  | 17 de Dezembro                 |                                |                |    |              |              |
|  |                                |                                |                |    |              |              |
|  | Chéquia                        | 24                             |                |    |              |              |
|  | Chéquia                        | 24                             |                |    |              |              |
|  | Montenegro                     | 28                             |                |    |              |              |

### Quartas de Final
| 12 Dezembro 2023 13:30 | França      | 33–22     | Chéquia     | Trondheim Spektrum, Trondheim Público: 4,455 Árbitros: Álvarez, Bustamante |
| 12 Dezembro 2023 13:30 | Nze Minko 5 | (18–16)   | Jeřábková 6 | Trondheim Spektrum, Trondheim Público: 4,455 Árbitros: Álvarez, Bustamante |
| 12 Dezembro 2023 13:30 | 4×          | Relatório | 1× 2×       | Trondheim Spektrum, Trondheim Público: 4,455 Árbitros: Álvarez, Bustamante |

| 12 Dezembro 2023 16:30 | Países Baixos         | 23–30     | Noruega    | Trondheim Spektrum, Trondheim Público: 7,514 Árbitros: Merz, Kuttler |
| 12 Dezembro 2023 16:30 | Housheer, Malestein 4 | (11–12)   | Skogrand 9 | Trondheim Spektrum, Trondheim Público: 7,514 Árbitros: Merz, Kuttler |
| 12 Dezembro 2023 16:30 | 3×                    | Relatório | 7× 1×      | Trondheim Spektrum, Trondheim Público: 7,514 Árbitros: Merz, Kuttler |

| 13 Dezembro 2023 13:30 | Suécia                              | 27–20     | Alemanha                      | Jyske Bank Boxen, Herning Público: 6,613 Árbitros: Hansen, Madsen |
| 13 Dezembro 2023 13:30 | Mellegård, Blohm, Roberts, Hagman 5 | (16–6)    | Berger, Grijseels, Leuchter 4 | Jyske Bank Boxen, Herning Público: 6,613 Árbitros: Hansen, Madsen |
| 13 Dezembro 2023 13:30 | 1×                                  | Relatório |                               | Jyske Bank Boxen, Herning Público: 6,613 Árbitros: Hansen, Madsen |

| 13 Dezembro 2023 16:30 | Dinamarca          | 26–24     | Montenegro | Jyske Bank Boxen, Herning Público: 11,031 Árbitros: Belkhiri, Hamidi |
| 13 Dezembro 2023 16:30 | Friis, M. Hansen 5 | (13–10)   | Mugoša 6   | Jyske Bank Boxen, Herning Público: 11,031 Árbitros: Belkhiri, Hamidi |
| 13 Dezembro 2023 16:30 | 1×                 | Relatório | 6× 2×      | Jyske Bank Boxen, Herning Público: 11,031 Árbitros: Belkhiri, Hamidi |

#### Disputa de 5º ao 8º Semifinais
| 15 Dezembro 2023 07:30 | Alemanha   | 32–26     | Chéquia     | Jyske Bank Boxen, Herning Público: 445 Árbitros: García, Paolantoni |
| 15 Dezembro 2023 07:30 | Leuchter 6 | (14–12)   | Jeřábková 6 | Jyske Bank Boxen, Herning Público: 445 Árbitros: García, Paolantoni |
| 15 Dezembro 2023 07:30 | 6× 3×      | Relatório | 3×          | Jyske Bank Boxen, Herning Público: 445 Árbitros: García, Paolantoni |

| 15 Dezembro 2023 10:30 | Montenegro | 25–28     | Países Baixos | Jyske Bank Boxen, Herning Público: 1,627 Árbitros: Hansen, Madsen |
| 15 Dezembro 2023 10:30 | Mugoša 6   | (13–14)   | Malestein 8   | Jyske Bank Boxen, Herning Público: 1,627 Árbitros: Hansen, Madsen |
| 15 Dezembro 2023 10:30 | 1×         | Relatório | 1×            | Jyske Bank Boxen, Herning Público: 1,627 Árbitros: Hansen, Madsen |

### Semifinal
| 15 Dezembro 2023 13:30 | Dinamarca          | 28–29 (Pro) | Noruega    | Jyske Bank Boxen, Herning Público: 12,136 Árbitros: A. Konjičanin, D. Konjičanin |
| 15 Dezembro 2023 13:30 | Jørgensen 7        | (14–9)      | Reistad 15 | Jyske Bank Boxen, Herning Público: 12,136 Árbitros: A. Konjičanin, D. Konjičanin |
| 15 Dezembro 2023 13:30 | 5× 1×              | Relatório   | 4×         | Jyske Bank Boxen, Herning Público: 12,136 Árbitros: A. Konjičanin, D. Konjičanin |
| 15 Dezembro 2023 13:30 | 2T: 23–23 Pro: 5–6 |             |            | Jyske Bank Boxen, Herning Público: 12,136 Árbitros: A. Konjičanin, D. Konjičanin |

| 15 Dezembro 2023 17:00 | Suécia   | 28–37     | França    | Jyske Bank Boxen, Herning Público: 8,154 Árbitros: Kuttler, Merz |
| 15 Dezembro 2023 17:00 | Hagman 5 | (11–19)   | Horacek 9 | Jyske Bank Boxen, Herning Público: 8,154 Árbitros: Kuttler, Merz |
| 15 Dezembro 2023 17:00 | 5×       | Relatório | 2× 1×     | Jyske Bank Boxen, Herning Público: 8,154 Árbitros: Kuttler, Merz |

#### Decisão do 7º lugar
| 17 Dezembro 2023 06:15 | Chéquia                            | 24–28     | Montenegro | Jyske Bank Boxen, Herning Público: 491 Árbitros: Lovin, Stancu |
| 17 Dezembro 2023 06:15 | Stříšková, Šustáčková, Jeřábková 5 | (10–14)   | Grbić 7    | Jyske Bank Boxen, Herning Público: 491 Árbitros: Lovin, Stancu |
| 17 Dezembro 2023 06:15 | 1×                                 | Relatório | 5× 1×      | Jyske Bank Boxen, Herning Público: 491 Árbitros: Lovin, Stancu |

#### Decisão do 5º lugar
| 17 Dezembro 2023 09:00 | Alemanha | 26–30     | Países Baixos | Jyske Bank Boxen, Herning Público: 2,594 Árbitros: A. Covalciuc, I. Covalciuc |
| 17 Dezembro 2023 09:00 | Döll 7   | (7–16)    | Malestein 7   | Jyske Bank Boxen, Herning Público: 2,594 Árbitros: A. Covalciuc, I. Covalciuc |
| 17 Dezembro 2023 09:00 | 5×       | Relatório | 4×            | Jyske Bank Boxen, Herning Público: 2,594 Árbitros: A. Covalciuc, I. Covalciuc |

### Decisão do 3º lugar
| 17 Dezembro 2023 12:00 | Suécia             | 27–28     | Dinamarca                       | Jyske Bank Boxen, Herning Público: 11,877 Árbitros: Álvarez, Bustamante |
| 17 Dezembro 2023 12:00 | Blohm, Mellegård 7 | (15–18)   | M. Hansen, Jørgensen, Højlund 5 | Jyske Bank Boxen, Herning Público: 11,877 Árbitros: Álvarez, Bustamante |
| 17 Dezembro 2023 12:00 | 2×                 | Relatório | 1× 2×                           | Jyske Bank Boxen, Herning Público: 11,877 Árbitros: Álvarez, Bustamante |

### Final
| 17 Dezembro 2023 15:00 | França               | 31–28     | Noruega | Jyske Bank Boxen, Herning Público: 12,031 Árbitros: Lah, Sok |
| 17 Dezembro 2023 15:00 | Grandveau, Horacek 5 | (20–17)   | Mørk 8  | Jyske Bank Boxen, Herning Público: 12,031 Árbitros: Lah, Sok |
| 17 Dezembro 2023 15:00 | 4× 1×                | Relatório | 3× 2×   | Jyske Bank Boxen, Herning Público: 12,031 Árbitros: Lah, Sok |

## Classificação Final e Premiações
As posições de 1º a 8º e de 25º a 32º serão decididas por play-off. As equipes que terminam em terceiro na fase principal são classificadas de 9º a 12º, as equipes que terminam em quarto na fase principal são classificadas de 13º a 16º, as equipes que terminam em quinto lugar na fase principal são classificadas de 17º a 20º e as equipes classificadas em sexto são classificadas de 21º a 24º. Em caso de empate na pontuação obtida, será levado em consideração a diferença de gols da rodada principal e, posteriormente, o número de gols marcados. Se as equipes ainda estiverem empatadas, o número de pontos ganhos na fase preliminar será considerado seguido pela diferença de gols e, em seguida, o número de gols marcados na fase preliminar.
| Rank | Seleção       |
| ---- | ------------- |
| 1    | França        |
| 2    | Noruega       |
| 3    | Dinamarca     |
| 4    | Suécia        |
| 5    | Países Baixos |
| 6    | Alemanha      |
| 7    | Montenegro    |
| 8    | Chéquia       |
| 9    | Brasil        |
| 10   | Hungria       |
| 11   | Eslovênia     |
| 12   | Romênia       |
| 13   | Espanha       |
| 14   | Croácia       |
| 15   | Angola        |
| 16   | Polônia       |
| 17   | Japão         |
| 18   | Senegal       |
| 19   | Áustria       |
| 20   | Argentina     |
| 21   | Sérvia        |
| 22   | Coreia do Sul |
| 23   | Ucrânia       |
| 24   | Camarões      |
| 25   | Islândia      |
| 26   | Congo         |
| 27   | Chile         |
| 28   | China         |
| 29   | Paraguai      |
| 30   | Cazaquistão   |
| 31   | Irã           |
| 32   | Groelândia    |

|  | Classificada para o Jogos Olímpicos de Verão de 2024                                                                      |
|  | Classificada para o Campeonato Mundial de Handebol Feminino de 2025 e como país sede dos Jogos Olímpicos de Verão de 2024 |

| Campeãs Mundiais Femininas de Handebol 2023 · França · Terceiro Título Elenco: Laura Glauser, Méline Nocandy, Alicia Toublanc, Chloé Valentini, Coralie Lassource, Grâce Zaadi, Océane Sercien-Ugolin, Laura Flippes, Orlane Kanor, Tamara Horacek, Déborah Lassource, Pauletta Foppa, Estelle Nze Minko, Oriane Ondono, Camille Depuiset, Lucie Granier, Sarah Bouktit, Léna Grandveau, Hatadou Sako · Treinador: Olivier Krumbholz |

| Posição               | Jogadora             |
| --------------------- | -------------------- |
| Goleira               | Laura Glauser        |
| Ponta esquerda        | Chloé Valentini      |
| Armadora esquerda     | Estelle Nze Minko    |
| Armadora central      | Stine Bredal Oftedal |
| Armadora direita      | Louise Burgaard      |
| Ponta direita         | Nathalie Hagman      |
| Pivô                  | Linn Blohm           |
| Melhor jogadora jovem | Viola Leuchter       |
| Jogadora mais valiosa | Henny Reistad        |
| Artilheira            | Markéta Jeřábková    |

## Estatísticas
| Rank | Nome                | Gols | Chutes | %  |
| ---- | ------------------- | ---- | ------ | -- |
| 1    | Markéta Jeřábková   | 63   | 110    | 57 |
| 2    | Henny Reistad       | 52   | 70     | 74 |
| 3    | Kristina Jørgensen  | 47   | 74     | 64 |
| 3    | Angela Malestein    | 47   | 66     | 71 |
| 3    | Eliza Buceschi      | 47   | 63     | 75 |
| 6    | Veronika Malá       | 46   | 64     | 72 |
| 7    | Nathalie Hagman     | 43   | 57     | 75 |
| 7    | Dijana Mugoša       | 43   | 62     | 69 |
| 9    | Camilla Herrem      | 42   | 54     | 78 |
| 10   | Charlotte Cholevová | 41   | 70     | 59 |
| 10   | Fatemeh Merikh      | 41   | 87     | 47 |

| Rank | Nome                    | %  | Defesas | Chutes |
| ---- | ----------------------- | -- | ------- | ------ |
| 1    | Irma Schjött            | 58 | 18      | 31     |
| 2    | Olivia Lykke Nygaard    | 56 | 10      | 18     |
| 3    | Marta Batinović         | 51 | 40      | 78     |
| 4    | Anna Kristensen         | 50 | 11      | 22     |
| 5    | Atsuko Baba             | 49 | 26      | 53     |
| 6    | Silje Solberg-Østhassel | 40 | 65      | 161    |
| 7    | Lucija Bešen            | 39 | 31      | 79     |
| 7    | Zsófi Szemerey          | 39 | 12      | 31     |
| 9    | Rinka Duijndam          | 38 | 28      | 73     |
| 9    | Tess Lieder             | 38 | 18      | 47     |
| 9    | Yara ten Holte          | 38 | 79      | 209    |